# 藤崎町立藤崎中央小学校
藤崎町立藤崎中央小学校（ふじさきちょうりつ ふじさきちゅうおうしょうがっこう）は、青森県南津軽郡藤崎町大字水沼にある公立小学校である。

## 概要
南津軽郡藤崎町の中心部から約1kmほど北にある小学校。旧藤崎町の一部を学区とする。主な進学先は藤崎町立藤崎中学校。

## 沿革
- 1996年（平成6年）
  - 4月1日 - 西中野目小学校と小畑小学校が統合し、新たに藤崎中央小学校を創立する。更に、町内の藤崎町立藤崎小学校の一部の学区を藤崎中央小学校の学区とした[1]。
  - 4月7日 - 第1回入学式挙行。最初の新入生は56名。
  - 4月8日 - 開校式挙行。
  - 7月20日 - 落成式挙行。校歌披露。
- 1997年（平成7年）3月24日 - 第1回卒業証書授与式挙行。最初の卒業生69名。
- 2004年（平成16年）
  - 5月30日 - 創立十周年記念大運動会開催。
  - 11月28日 - 創立十周年記念式典挙行。懇親会開催。記念誌発行。
- 2006年（平成18年）8月25日 - 相撲場が解体され、スキー山建設。
- 2010年（平成22年）2月1日 - 校庭緑地化工事開始。
- 2013年（平成25年）
  - 9月5日 - コンピュータ室パソコン入れ替え。
  - 10月2日 - 空調設備工事（12月12日まで）。
- 2014年（平成26年）
  - 7月29日 - 体育館天井耐震工事（9月8日まで）。
  - 8月4日 - 屋根塗装工事（8月28日まで）。
  - 9月27日 - 創立20周年記念PTA中央小まつり開催。
  - 11月15日 - 創立20周年記念式典挙行。記念誌発行。
- 2015年（平成27年）
  - 7月22日 - 正面玄関補修工事（9月30日まで）。
  - 9月3日 - 太陽光発電工事（12月16日まで）。
  - 10月13日 - 体育館玄関補修工事（10月30日まで）。
- 2016年（平成28年）3月15日 - 外灯のLED工事（3月31日まで）。
- 2017年（平成29年）3月13日 - 多目的トイレ新設工事（3月31日まで）。

## 教育目標
夢キラキラ
- 心ひびき合い
- ともに学び合い
- 元気いっぱい

※藤崎中央小学校公式サイト記述より。

## 児童数の推移
以下の児童数推移表は、藤崎中央小学校ホームページ -学校の歴史-より作成。
|  | 児童数（人） |

| 1994年 | 390 |  |
| 1998年 | 340 |  |
| 2002年 | 343 |  |
| 2006年 | 292 |  |
| 2010年 | 233 |  |
| 2022年 | 189 |  |

## 学区
葛野、藤越、中島、小畑、矢沢、水沼、中野目、吉向、亀岡、西中野目、俵舛、下俵舛、柏木堰、東町、西豊田1丁目、西豊田2丁目、西豊田3丁目

## 周辺
- 青森県道196号五林平藤崎線[2]
  - 保食神社
  - ヤンマーアグリジャパン藤崎支店
  - JAつがる弘前藤崎支店
- 青森県道131号前坂藤崎線
- 藤崎町立藤崎中学校 - 主な進学先
- 国道7号[2]
- JR五能線藤崎駅[2]

## アクセス
- 弘南バス浪岡線「藤崎中学校前」バス停下車後、徒歩約530m・約9分。
- JR東日本五能線藤崎駅から、徒歩約1.9km・約30分（藤崎駅地下連絡通路「西豊田地下道」を通った最短ルートを移動した場合）。
- 藤崎中学校から、徒歩約680m・約11分。